# Teken van Hertoghe
Het teken van Hertoghe is het ontbreken van het buitenste deel van de wenkbrauw. Dit komt vaker voor bij patiënten met hypothyreoïdie en met atopisch eczeem. Het is genoemd naar Eugène Hertoghe (1860-1928).